# Тукало Михайло Арсентійович
Михайло Арсентійович Тукало (2 червня 1951, Київ) — український молекулярний біолог, член-кореспондент Національної академії наук України (2009), професор (2005), доктор біологічних наук (1989), лауреат державної премії України в галузі науки і техніки (1986) та премії НАН України імені С. М. Гершензона (2011), директор (2019) і завідувач відділу ензимології білкового синтезу Інституту молекулярної біології і генетики НАН України.
Автор близько 200 наукових праць, опублікованих переважно у провідних міжнародних виданнях, зокрема трьох статей у Science. Має високі наукометричні показники, станом на середину 2017 року: індекс Гірша 17 у Scopus (2484 цитування, 82 документи) і 21 у Google Scholar (3534 цитування).

## Життєпис
У 1973 році закінчив кафедру біохімії біологічного факультету Київського університету. Того ж року поступив до аспірантури в Інститут молекулярної біології і генетики і з 1977 року працює на різних посадах у цій установі.
З 2019 року — директор Інституту молекулярної біології і генетики НАН України.